# Nevesinjsko polje
Nevesinjsko polje je krško polje u jugoistočnom dijelu Bosne i Hercegovine, u istočnoj Hercegovini.

## Naseljenost
Jedino veće naseljeno mjesto je Nevesinje. 

## Geološke osobine
Po vrsti je tektonsko-krška depresija. Pruža se pravcem sjeverozapad-jugoistok. Dužina osnovne depresije je oko 24 km,
a širina do 8,5 km. Ukupne je površine iznosi oko 180 km2. Najširi dio je kod Čitluka - Postoljana i Nevesinja - Kifina Sela.
Pravo polje je s kvartalnim slojevima na površini, s površinskim tokovima, većom količinom izdanske vode i bujnim pokrivačem, pruža se od sela Odžaka i Budisavlja na jugu do Sopilja i Kljuna na sjeveru. U njima su vapnenačke i vapnenačko-konglomeratne zaravni sjeverno i južno od pravog polja.
Razvedeno je u nekoliko manjih polja: Lakatsko i Mačipolje na zapadu, Kljunsko polje i Kruševo polje na istoku, te Zovidolsko polje na jugu.
Dno je prekriveno plavinsko – riječnim i močvarno – jezerskim naslagama. Na proluvijalne naslage nadovezuju se aluvijalne. Proluvijalne naslage javljaju se na izlazima dubodolina u ravan polja. Sam šljunak ovih plavina vodi djelomično podrijetlo od konglomerata gornjeg eocena. Polje je periodski plavljeno. Najveće jezero u polju je Aligovac.
Sjeveroistočne padine Veleža prekrivene su morenskim materijalom, koji na području Mači polja prelazi u fluvioglacijalne naslage, a zatim dalje naniže u naslage plitkog jezera i močvare. Oko morenskih bedema i pokrivača javljaju se zone sipara i breča, koji predstavljaju stariju, bolje povezanu siparsku drobinu.
Sličan raspored morenskog materijala i siparišnih obronačnih sedimenata nalaze se i u Močilima na padini Crvanj planine, sjeveroistočno od Nevesinjskog polja.
Uz Crvanj okružuj ga Veleške planine, Somine i Morine.

## Gospodarstvo
U polju se gaje planinska žita, krumpir i kupus, voće i stoka. 

## Povijest
Nakon što je Austro-Ugarska zaposjela Bosnu i Hercegovinu, brojni ovdašnji muslimani počeli su prodavati svoja imanja, zemlju i iseljavati u Tursku, što je osobito bilo izraženo u nevesinjskom području nego u drugim krajevima BiH. Prodavali su ih brojnima iz Donje Hercegovine, osobito katolicima. Po donjem kraju Nevesinjskog polja naselilo se mnoštvo hrvatskog katoličkog naroda iz stolačkog, mostarskog i ljubuškog kotara.